# Mostečno
Mostečno is een plaats in Slovenië en maakt deel uit van de gemeente Makole in de NUTS-3-regio Podravska. De plaats telde 184 inwoners op 1 januari 2020.